# Darkera
Darkera is een geslacht van schimmels behorend tot de familie Phacidiaceae. De typesoort is Darkera parca.

## Soorten
Volgens Index Fungorum telt het geslacht vijf soorten (peildatum februari 2022):
| Soortnaam             | Auteur(s)                              | Publicatiejaar |
| --------------------- | -------------------------------------- | -------------- |
| Darkera abietis       | H.S. Whitney, J. Reid & Piroz.         | 1975           |
| Darkera durmitorensis | (Karadžić) Crous                       | 2015           |
| Darkera parca         | H.S. Whitney, J. Reid & Piroz.         | 1975           |
| Darkera piceae        | Crous & M.M. Müll.                     | 2015           |
| Darkera pseudotsugae  | (H.S. Whitney, J. Reid & Piroz.) Crous | 2015           |